# Antoine-Joseph Dariste
Pour les articles homonymes, voir Dariste.
Antoine-Joseph Dariste (19 mars 1763, Le Bar - 14 août 1839, Blanquefort) est un homme politique français.

## Biographie
Antoine-Joseph Dariste naît le 19 mars 1763 à Bar. Il est le fils de Jean-Baptiste Dariste, maître chirurgien, et de son épouse, Marie Jeanne Ricard. 
Docteur en médecine, Antoine-Joseph Dariste se rendit à la Martinique et fut attaché, en 1794, à l'hôpital de Saint-Pierre. De retour en France sous la Restauration en 1819, il se fixe à Bordeaux, puis se retire à Blanquefort dont il devient le maire.
Il est élu député de la Gironde le 3 juillet 1830 par le collège départemental. Il applaudit à l'établissement du gouvernement de Louis-Philippe qu'il soutint de ses votes à la Chambre, ayant été réélu, le 5 juillet 1831, par le 1er collège de la Gironde (Bordeaux).
Dariste est conseiller général de la Gironde de 1833 à 1838. Il meurt le 14 août 1839 à Blanquefort.
Il est le parent de Auguste Dariste.

## Distinctions
- Chevalier de la Légion d'honneur (25 août 1834)[3]

### Sources
- « Antoine-Joseph Dariste », dans Adolphe Robert et Gaston Cougny, Dictionnaire des parlementaires français, Edgar Bourloton, 1889-1891 [détail de l’édition]